# Нововладимирское (Россия)
Нововладимирское (варианты Ново-Владимировка, Нововладимировское, Горбовка) — село в Кизлярском районе Дагестана. Входит в состав сельского поселения «Сельсовет «Черняевский»».

## Географическое положение
Населённый пункт расположен между каналами Инженерный и Курдюковский, в 6 км к юго-западу от центра сельского поселения — Черняевка и в 24 км к северо-востоку от города Кизляр. Через село проходит региональная трасса Кизляр-Крайновка.

## История
Населённый пункт возник около 1890 года как помещичья усадьба братьев Алексея и Никиты Горбовых. Вокруг усадьбы вырос небольшой хутор переселенцев из села Владимировка Ставропольской губернии. Во время революции 1917 года братья бросив все свое имущество эмигрировали из России, а усадьба была разграблена. По данным на 1926 год хутор Горбовский состоял из 4 хозяйств, в административном отношении входил в состав Ново-Серебряковского сельсовета Кизлярского района. В 1927 году хутор был выбран под строительство переселенческого посёлка. По плану, он должен был состоять из 40 хозяйств, однако к 1928 году в нём поселилось только 19 семей переселенцев. Современное название села закрепилось с 1950-х годов, в память о малой родине первопоселенцев. В 1950-е годы в село были переселены жители ногайских сел Арбаколь и Зармамбет.

## Население
1. Н/Д[6]
2. Н/Д[7]

Национальный состав
По данным на 1926 год 100 % населения хутора Горбовский составляли украинцы.
По данным Всероссийской переписи населения 2010 года:
| № | Национальность | Численность, чел. | Доля   |
| - | -------------- | ----------------- | ------ |
| 1 | ногайцы        | 578               | 74,7 % |
| 2 | кумыки         | 110               | 14,2 % |
| 3 | аварцы         | 18                | 2,3 %  |
| 4 | азербайджанцы  | 18                | 2,3 %  |
| 5 | даргинцы       | 15                | 1,9 %  |
| 6 | русские        | 13                | 1,7 %  |
| 7 | другие         | 22                | 2,9 %  |

По данным Всероссийской переписи населения 2010 года, в селе проживало 774 человека (359 мужчин и 415 женщин).